# سانتا کروچه سول‌آرنو
سانتا کروچه سول‌آرنو (به ایتالیایی: Santa Croce sull'Arno) یک کومونه در ایتالیا است که در استان پیزا واقع شده‌است. سانتا کروچه سول‌آرنو ۱۶٫۹۹ کیلومتر مربع مساحت و ۱۴٬۵۲۸ نفر جمعیت دارد و ۱۸ متر بالاتر از سطح دریا واقع شده‌است.

## خواهرخوانده
شهر الکانینا خواهرخواندهٔ سانتا کروچه سول‌آرنو هست.